# Anchorage Digital
A Anchorage Digital é uma plataforma de ativos digitais e fornecedor de infraestruturas de exploração, investimento em criptomoedas e produtos de criptomoedas. Tem o primeiro banco federal de criptomoedas, tendo recebido, em 2021, aprovação do Office of the Comptroller of the Currency.

## História
A Anchorage Digital foi fundada em 2017 por Diogo Mónica e Nathan McCauley. Os primeiros investidores incluíram a Andreessen Horowitz e a Blockchain Capital. A Visa tornou-se investidor da Anchorage Digital em 2019 e utiliza a empresa para fornecer serviços de pagamento em criptomoedas.
A Anchorage Digital fez a sua primeira aquisição em 2020 com a compra da Merkle Data. No mesmo ano também acrescentou serviços de corretora e de financiamento. Em 2020, a Anchorage abriu um centro de engenharia no Porto, Portugal e é o primeiro unicórnio de criptomoedas com presença no país.
Em 2021, o Anchorage Digital Bank recebeu a aprovação do Office of the Comptroller of the Currency, tornando-o no primeiro banco de criptomoedas aprovado, a nível federal, nos Estados Unidos. No mesmo ano, o banco foi contratado pelo Departamento de Justiça dos Estados Unidos para ser o depositário de todos os ativos digitais apreendidos ou confiscados em casos criminais. Tornou-se também no primeiro banco conhecido dos Estados Unidos a guardar um NFT, ao facilitar a compra de um para a Visa.
Em dezembro de 2021, a Anchorage Digital foi avaliada em mais de 3 mil milhões de dólares e aumentou o seu capital através de investidores como a KKR, a Goldman Sachs, a GIC (Singaporean sovereign wealth fund) e a Wellington Management.

## Serviços
A Anchorage Digital é um depositário de ativos digitais para instituições financeiras tais como bancos, empresas de capital de risco, fintechs, bem como governos. Utiliza autenticação biométrica e hardware security modules para armazenamento e segurança criptomoedas. Também fornece empréstimos e serviços como corretora de ativos digitais, incluindo infraestruturas utilizadas por empresas para construir produtos de criptomoedas.